# Cyclopodia inclita
Cyclopodia inclita är en tvåvingeart som beskrevs av Falcoz 1927. Cyclopodia inclita ingår i släktet Cyclopodia och familjen lusflugor. Inga underarter finns listade i Catalogue of Life.